# Ned Haig
Ned Haig (Jedburgh, 1858 - Melrose, 1939) est un boucher et un joueur de rugby à XV écossais connu pour avoir fondé le rugby à sept.
Il s'initie à Melrose au rugby (devenu le rugby à XV) et rejoint le Melrose Rugby Football Club en 1880. En 1883, Haig suggère d'organiser un tournoi sportif pour aider à collecter des fonds pour son club et a l'idée de jouer à sept plutôt qu'à quinze et de réduire la durée du match à deux mi-temps de 7 minutes (au lieu de 40 minutes).

## Biographie

### Jeunesse et débuts au rugby
Edward Haig (dit « Ned » Haig) naît le 7 décembre 1858 à Jedburgh, une petite localité du sud-ouest de l'Écosse. Il est le cinquième fils d'Edward Haig (né vers 1812-1813), ouvrier, et de son épouse, Margaret (née Waugh vers 1814-1815).
Après avoir étudié dans sa ville natale jusqu'en 1875, Haig trouve du travail comme boucher chez Davie Sanderson non loin de là, à Melrose,.
Après avoir participé au traditionnel match annuel organisé à l'occasion du festival Fastern's Een (en), son patron lui fait découvrir un jeu similaire, le rugby à XV, Sanderson étant un ancien joueur du club local. Haig rejoint alors l'équipe locale du Melrose RFC en 1880, se faisant progressivement sa place au sein de l'équipe première, puis de l'équipe de l'équipe d'Écosse du sud (en),.

### Origine du rugby à sept

#### Organisation du premier tournoi de rugby à sept
En 1883, le club étant en difficultés financières, Haig suggère d'organiser un tournoi dans le cadre d'une journée sportive pour collecter des fonds. Le club décide qu'il n'est pas possible de jouer plusieurs matchs de rugby en un après-midi avec un effectif complet de 15 joueurs et rejette d'abord l'idée. David Sanderson, le patron de Haig à la boucherie locale, qui avait été lui-même capitaine du club auparavant, signale à Haig qu'il avait participé à une sorte de tournoi à effectifs réduits de l'autre côté de la frontière anglaise. Ned Haig a donc l'idée de réduire les équipes du tournoi à sept hommes, ainsi que le temps du match, réduit à deux mi-temps de 7 minutes,,.
La proposition est acceptée à l'unanimité et le tournoi est inclus dans le Melrose Sports Day, qui se tient le 28 avril 1883 et propose des courses à pied, des concours de drop et de coups de pied placés, des courses de dribbles, ainsi que l'attraction principale : le tournoi de rugby lui-même, qui attire huit équipes. Le premier match est joué à The Greenyards, le stade du Melrose RFC, ce même jour.

#### Un premier titre controversé
Haig joue dans l'équipe de Melrose, qui bat ses rivaux locaux du Gala RFC en finale. Ce premier match est néanmoins marqué par une polémique : au terme du temps réglementaire, les deux équipes sont à égalité sur un score nul et vierge. Les deux capitaines conviennent de jouer 15 minutes supplémentaires. Mais tandis que Sanderson marque le premier essai du match au bout de 10 minutes, l'équipe du Melrose RFC quitte le terrain en célébrant la victoire avant la fin du temps accordé. Elle se voit ainsi accorder la « coupe des dames de Melrose » (connue sous le nom de Ladies Cup),,.

### Dernières années
Après sa retraite de la compétition, Haig continue à participer activement à la gestion du club, siégeant pendant plusieurs saisons au comité général et au comité des matchs,.
Resté célibataire, Ned Haig passe ses dernières années à l'hôpital de Dingleton, à Melrose, souffrant de troubles mentaux. Il y meurt le 29 mars 1939. Les clubs de rugby frontaliers lui ont érigé une pierre tombale, sur laquelle a été gravée l'épitaphe :

« Edward 'Ned' Haig
Né à Jedburgh le 7 décembre 1858
Mort à Melrose le 29 mars 1939
Érigé par les Border Rugby Clubs en mémoire de l'initiateur du rugby à sept. »

Au stade du Melrose RFC, le Ned Haig bar est un rendez-vous des supporters du monde entier.

## Postérité

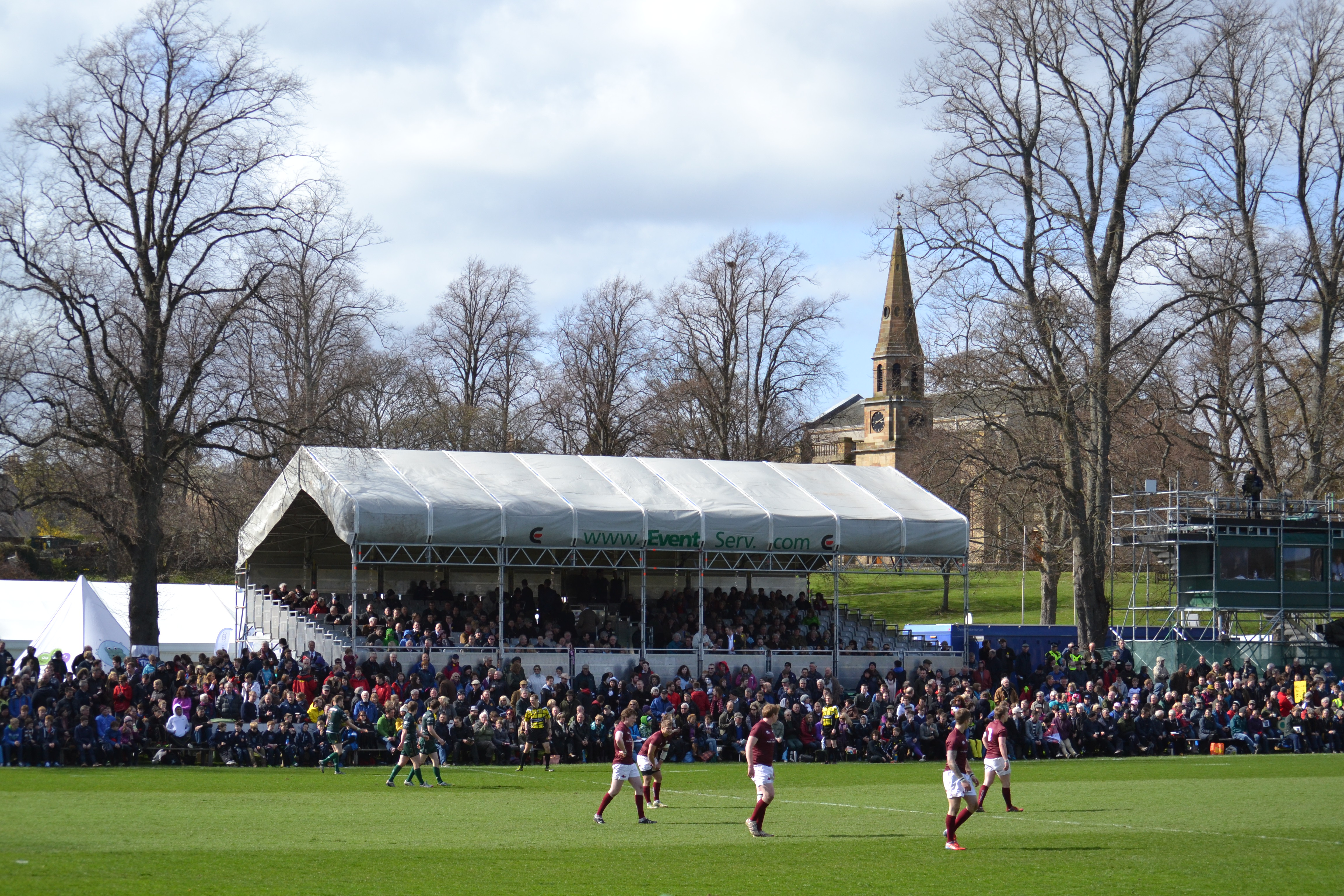
Le stade de Melrose accueille le Melrose Sevens en 2014.

Le succès immédiat du tournoi organisé par Melrose RFC conduit d’autres clubs de la région des Scottish Borders à organiser également leurs propres compétitions de ce qui devient le rugby à sept, le Borders Sevens Circuit (en). Le tournoi de Melrose, le Melrose Sevens, continue de se tenir annuellement en avril, avec comme seules interruptions les première et Seconde Guerre mondiale ainsi que la pandémie de Covid-19,,. Depuis 1994, le club de Melrose organise aussi le Ned Haig Kings of the Sevens, une compétition qui réunit 10 clubs des Scottish Borders.
Le rugby à sept se répand dans le monde entier, avec des compétitions organisées à Buenos Aires depuis 1921, à Twickenham (le Middlesex Sevens) depuis 1927 et à Hong Kong depuis 1968. Il se développe ensuite dans la seconde moitié du XXe siècle dans les pays anglo-saxons (Afrique du Sud, Nouvelle-Zélande, Australie, Royaume-Uni), puis en France et dans le reste du monde. La première coupe du monde se tient en 1993, et une série mondiale est tenue annuellement depuis le tournant du XXIe siècle.
En 2008, Ned Haig et le Melrose RFC sont honorés pour leur rôle dans la création du rugby à sept avec une intronisation au Temple de la renommée de l'IRB. En 2022, une plaque commémorative est installée dans les Scottish Borders. À cette occasion, le président du club de Melrose rend hommage à Ned Haig avec ces mots :

« De l'avis général, c'était un homme remarquable et un véritable visionnaire du sport. [...] Depuis ses modestes débuts en 1883, la vision originale de Haig a connu une croissance remarquable en termes de popularité au fil des ans et a donné naissance à l'un des sports d'équipe les plus passionnants. [...] Le rugby à sept est désormais à la fois un jeu du Commonwealth et un sport olympique. »